# NGC 285
NGC 285 é uma galáxia elíptica na direção da constelação de Cetus. O objeto foi descoberto pelo astrônomo Francis Leavenworth em 1886, usando um telescópio refrator com abertura de 26 polegadas. Devido a sua moderada magnitude aparente (+14,7), é visível apenas com telescópios amadores ou com equipamentos superiores.